# Neoarius taylori
Neoarius taylori é uma espécie de peixe da família Ariidae.
Pode ser encontrada nos seguintes países: Indonésia e Papua-Nova Guiné.